# オーガスタス・レオポルド・エッグ
オーガスタス・レオポルド・エッグ（Augustus Leopold Egg RA。1816年5月30日 - 1863年3月26日）は、イギリスの画家である。ヴィクトリア朝時代の中流階級の人々を描いた作品などで知られる。

## 略歴
ロンドンで生まれた。スイス生まれで、ロンドンに銃器の製造所を設立したドゥルス・エッグ(Durs Egg: 1748–1831)に始まった裕福な銃器製造家の一族の出身であった。1836年にロイヤル・アカデミー・オブ・アーツの美術学校に入学した。
1830年代の後半から1840年代のはじめは、リチャード・ダッドを中心に創立された美術家グループ「ザ・クリック」のメンバーになった。「ザ・クリック」のメンバーとともに、18世紀初めの風俗画家、ウィリアム・ホガースの雰囲気を持つユーモアのある風俗画を描いた。他のメンバーがラファエル前派の画家たちの作品に批判的であったが、エッグは彼らの作品を評価していたとされる。小説家のチャールズ・ディケンズ（1812-1870)の友人になり、ディケンズの小説に着想を得た作品を描いた。ディケンズが1851年に自身が発行する雑誌で提案した芸術家の福利のための組合「Guild of Literature and Art」の共同設立者にもなった。1857年にはディケンズや小説家のウィルキー・コリンズらが作ったアマチュア劇団の公演に俳優として参加した。この劇団はディケンズの邸でヴィクトリア女王を招いて公演され、慈善公演も行った。
1860年にロイヤル・アカデミー・オブ・アーツの正会員に選ばれた。
晩年は健康に恵まれす、イタリアなど温暖なヨーロッパの地で過ごした。1863年からはアルジェリアのアルジェに移るがそこで亡くなった。

## 作品

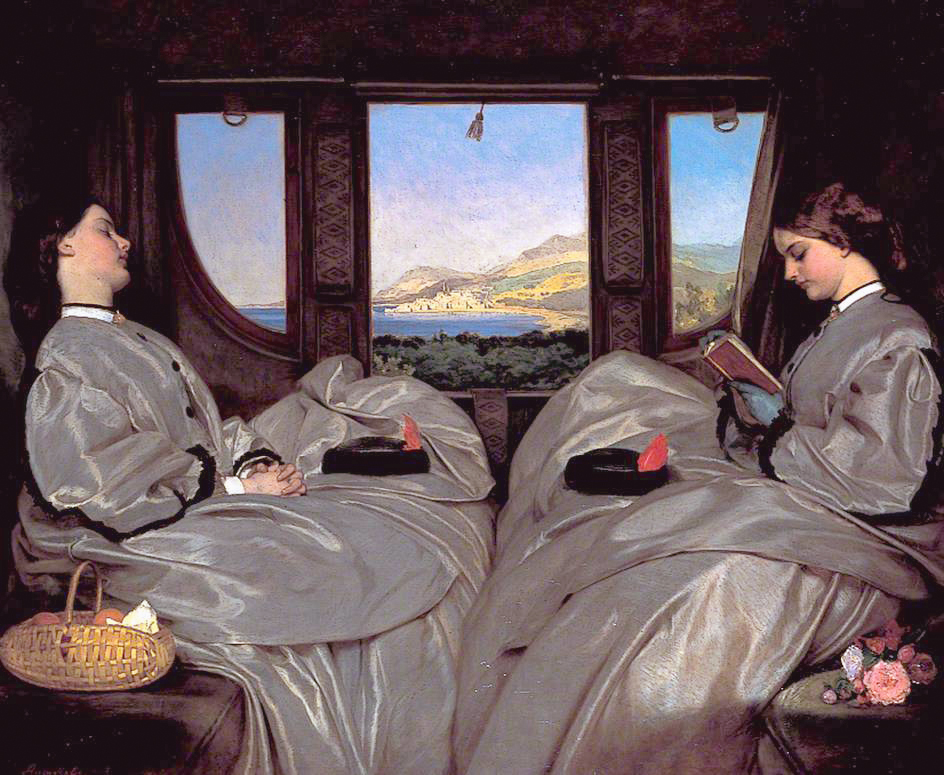
「旅の仲間」(1862)
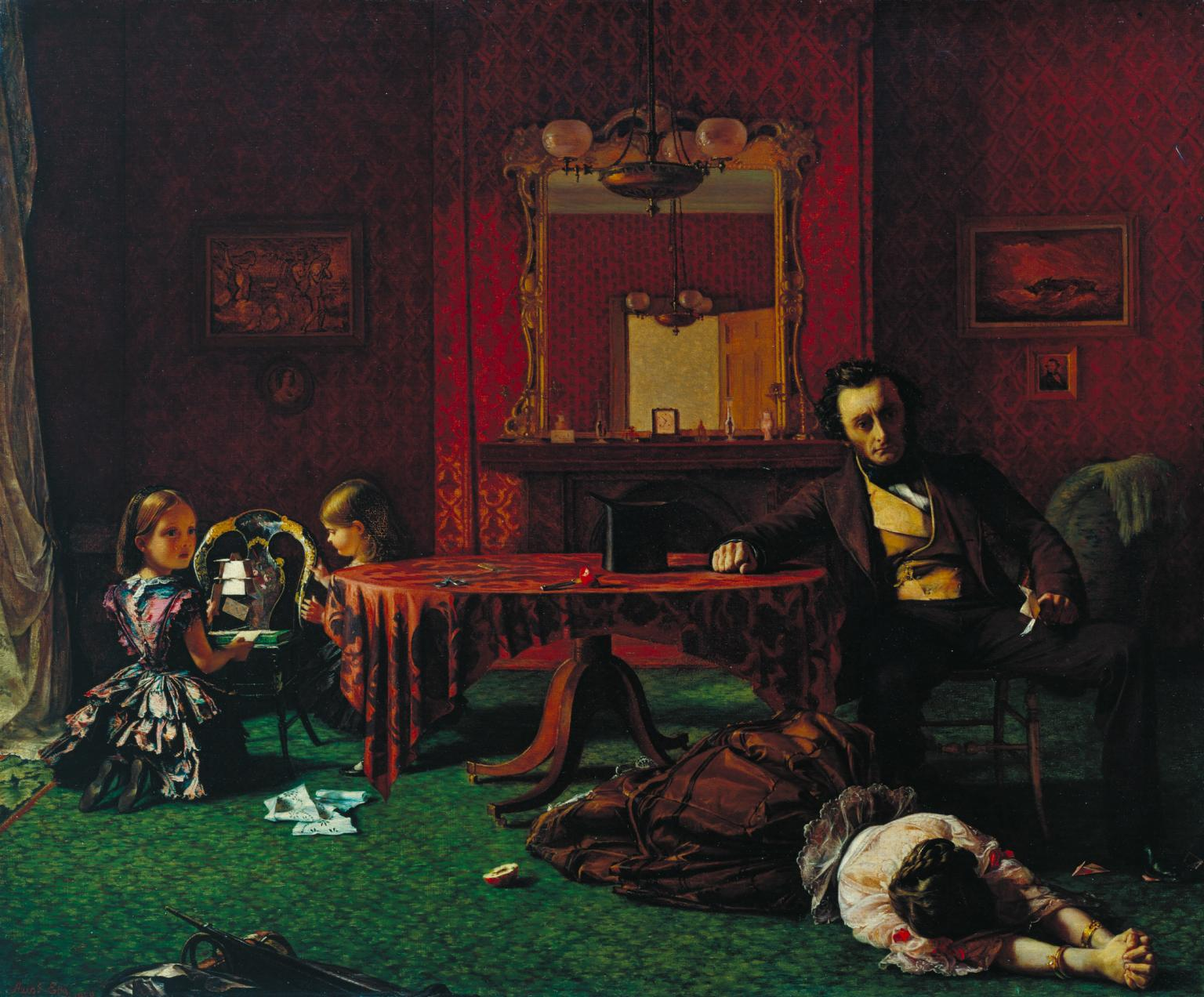
「過去と現在」パート１(1858)
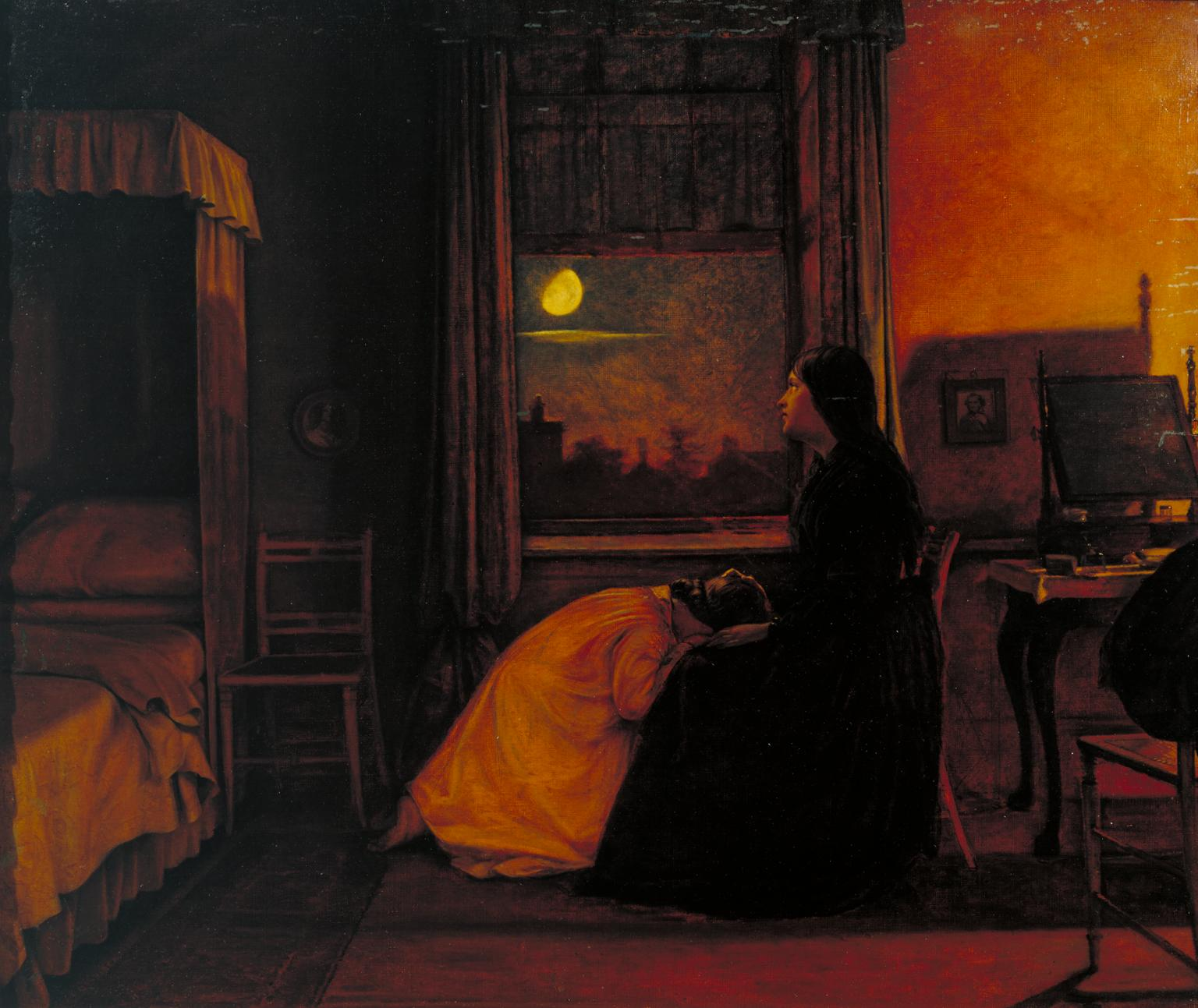
「過去と現在」パート２(1858)
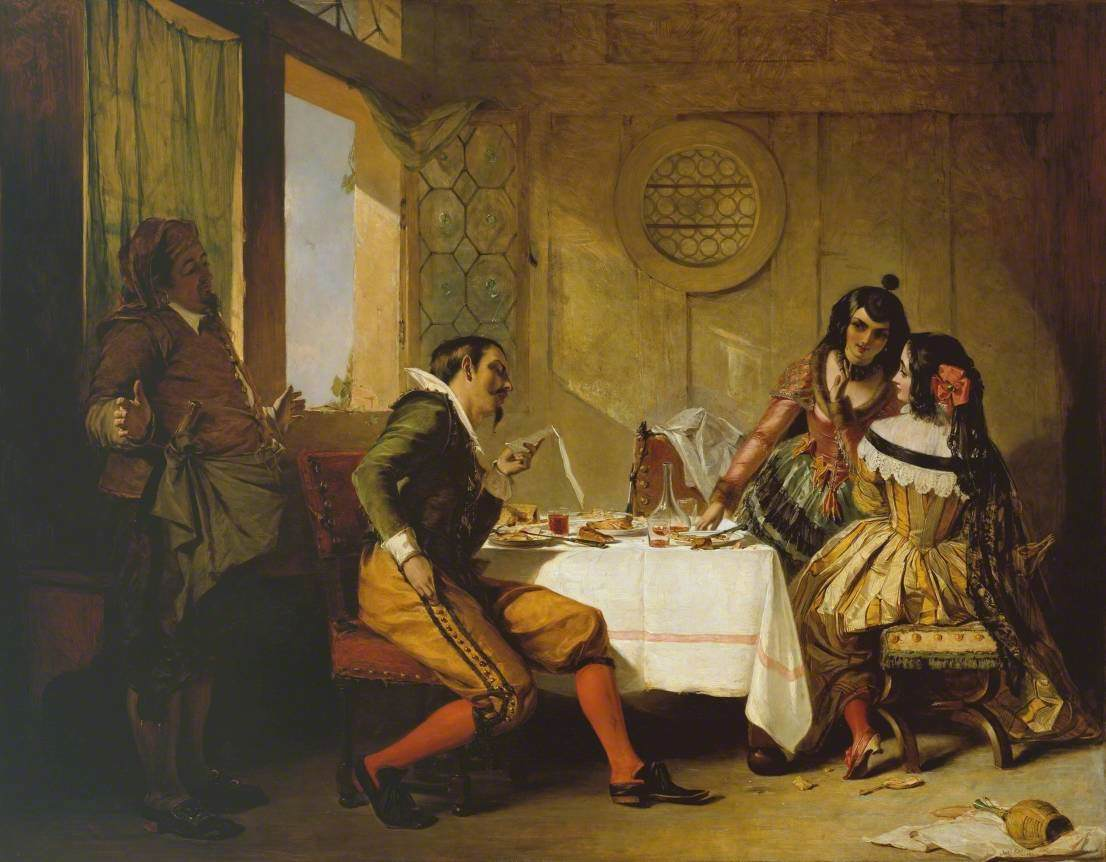
'The Devil upon Two Sticks'のシーン